# Zapasy na Letnich Igrzyskach Olimpijskich 1952 – kategoria do 73 kg w stylu klasycznym
Zmagania mężczyzn do 73 kg to jedna z ośmiu męskich konkurencji w zapasach w stylu klasycznym rozgrywanych podczas Letnich Igrzysk Olimpijskich 1952. Pojedynki w tej kategorii wagowej odbyły się w dniach 24 – 26 lipca.
Punktacja opierała się na systemie "złych punktów karnych". Przegranemu przyznawano 3 punkty. Zwycięzca otrzymywał zero punktów za wygraną przez "tusz" (łopatki), a jeden punkt za wygraną decyzją trzech sędziów. Uzyskanie pięciu lub więcej punktów karnych eliminowało zapaśnika z turnieju. Najlepsza trójka walczyła w rundzie finałowej. 

## Klasyfikacja[1]
| Miejsce | Nazwisko             | Kraj           |
| ------- | -------------------- | -------------- |
| 1       | Miklós Szilvásy      | Węgry          |
| 2       | Gösta Andersson      | Szwecja        |
| 3       | Khalil Taha          | Liban          |
| 4       | Siemion Maruszkin    | ZSRR           |
| 5       | René Chesneau        | Francja        |
| 5       | Osvaldo Riva         | Włochy         |
| 5       | Marin Belușică       | Rumunia        |
| 5       | Ahmet Şenol          | Turcja         |
| 9       | Muhammad Ahmad Usman | Egipt          |
| 9       | Anton Mackowiak      | Niemcy         |
| 11      | Gottfried Anglberger | Austria        |
| 12      | Veikko Männikkö      | Finlandia      |
| 13      | Bela Čuzdi           | Jugosławia     |
| 14      | Jos De Jong          | Belgia         |
| 14      | Heng Freylinger      | Luksemburg     |
| 14      | Håkon Olsen          | Norwegia       |
| 14      | Antoni Gołaś         | Polska         |
| 14      | Vladislav Sekal      | Czechosłowacja |

## Wyniki

### Pierwsza runda[2]
| Zwycięzca            | Punkty karne | Wynik        | Przegrany            | Punkty karne |
| -------------------- | ------------ | ------------ | -------------------- | ------------ |
| Osvaldo Riva         | 1            | Decyzja, 2:1 | Bela Čuzdi           | 3            |
| Veikko Männikkö      | 1            | Decyzja, 3:0 | Marin Belușică       | 3            |
| Siemion Maruszkin    | 1            | Decyzja, 3:0 | Vladislav Sekal      | 3            |
| Ahmet Şenol          | 1            | Decyzja, 3:0 | Antoni Gołaś         | 3            |
| Khalil Taha          | 1            | Decyzja, 3:0 | Heng Freylinger      | 3            |
| René Chesneau        | 1            | Decyzja, 3:0 | Gottfried Anglberger | 3            |
| Muhammad Ahmad Usman | 0            | Łopatki      | Jos De Jong          | 3            |
| Miklós Szilvásy      | 0            | Łopatki      | Håkon Olsen          | 3            |
| Gösta Andersson      | 0            | Łopatki      | Anton Mackowiak      | 3            |

### Druga runda[3]
| Zwycięzca            | Punkty karne | Wynik        | Przegrany            | Punkty karne |
| -------------------- | ------------ | ------------ | -------------------- | ------------ |
| Marin Belușică       | 4            | Decyzja, 3:0 | Bela Čuzdi           | 6            |
| Osvaldo Riva         | 2            | Decyzja, 2:1 | Veikko Männikkö      | 4            |
| Siemion Maruszkin    | 2            | Decyzja, 3:0 | Antoni Gołaś         | 6            |
| Ahmet Şenol          | 2            | Decyzja, 3:0 | Vladislav Sekal      | 6            |
| Gottfried Anglberger | 4            | Decyzja, 3:0 | Heng Freylinger      | 6            |
| Khalil Taha          | 1            | Łopatki      | René Chesneau        | 4            |
| Miklós Szilvásy      | 0            | Łopatki      | Muhammad Ahmad Usman | 3            |
| Anton Mackowiak      | 3            | Łopatki      | Jos De Jong          | 6            |
| Gösta Andersson      | 0            | Łopatki      | Håkon Olsen          | 6            |

### Trzecia runda[4]
| Zwycięzca         | Punkty karne | Wynik        | Przegrany            | Punkty karne |
| ----------------- | ------------ | ------------ | -------------------- | ------------ |
| Marin Belușică    | 5            | Decyzja, 3:0 | Osvaldo Riva         | 5            |
| Siemion Maruszkin | 3            | Decyzja, 3:0 | Ahmet Şenol          | 5            |
| Khalil Taha       | 2            | Decyzja, 3:0 | Gottfried Anglberger | 7            |
| René Chesneau     | 5            | Decyzja, 3:0 | Muhammad Ahmad Usman | 6            |
| Miklós Szilvásy   | 1            | Decyzja, 3:0 | Anton Mackowiak      | 6            |
| Gösta Andersson   | 0            | Bez walki    |                      |              |
|                   |              | Wycofał się  | Veikko Männikkö      | -            |

### Czwarta runda[5]
| Zwycięzca       | Punkty karne | Wynik        | Przegrany         | Punkty karne |
| --------------- | ------------ | ------------ | ----------------- | ------------ |
| Gösta Andersson | 1            | Decyzja, 3:0 | Siemion Maruszkin | 6            |
| Miklós Szilvásy | 1            | Łopatki      | Khalil Taha       | 5            |

### Runda finałowa
| Zwycięzca       | Punkty karne | Wynik        | Przegrany       | Punkty karne                     |
| --------------- | ------------ | ------------ | --------------- | -------------------------------- |
| Miklós Szilvásy | 1            | Łopatki      | Khalil Taha     | 5 - (zaliczony wynik z IV rundy) |
| Gösta Andersson | 2            | Decyzja, 3:0 | Khalil Taha     | 8                                |
| Miklós Szilvásy | 2            | Decyzja, 2:1 | Gösta Andersson | 5                                |